# يانوس ديل كاوديلو (سيوداد ريال)
بلدية يانوس ديل كاوديلو (بالإسبانية: Llanos del Caudillo)‏، هي إحدى بلديات مقاطعة سيوداد ريال إحدى مقاطعات إسبانيا، والتي تقع في منطقة قشتالة لا منتشا وسط إسبانيا.
يبلغ عدد سكانها 705 نسمة وفقاً لإحصائية سنة (2007).